# Проблема «язык или диалект»
Проблема «язык или диалект» — проблема, связанная с определением статуса определённой разновидности языка как отдельного языка либо как диалекта какого-то языка.

## Суть проблемы
Вопрос, является ли некоторая языковая разновидность (идиом) языком или диалектом, относится к одной из сложных проблем лингвистики, причём последствия такого решения могут выходить и далеко за её пределы.
Если строгого выбора в обозначении конкретной разновидности языка лучше избежать, лингвисты обычно используют термин идиом (либо «промежуточное» обозначение «язык/диалект»). Однако в англоязычной литературе такой термин не используется.
Не существует единого понимания проблемы «язык или диалект» и, соответственно, единых критериев её решения. Поэтому, утверждая, что некий идиом является именно языком или именно диалектом, необходимо оговаривать, на основании каких критериев делается этот вывод. Это значит, что на вопрос «являются два (близкородственных) идиома диалектами или разными языками?», как правило, нельзя ответить просто «да» или «нет», не оговаривая, что имеется в виду.
Среди критериев, которыми могут руководствоваться при решении проблемы, можно выделить две основные группы — социолингвистические и структурные.

### Соотношение языка и диалекта
Возможны следующие варианты формулировок:
- язык/идиом A является диалектом языка B (молдавский как диалект румынского, малайский как диалект индонезийского, урду как диалект хинди, балкано-гагаузский как диалект гагаузского, галисийский как диалект португальского);
- язык/идиом B является диалектом языка A (индонезийский как диалект малайского);
- языки/идиомы A и B, не соотносясь как диалекты/варианты друг друга, являются диалектами/вариантами единого языка C (молдавский и румынский, малайский и индонезийский, урду и хинди, балкано-гагаузский и гагаузский, галисийский и португальский, таджикский, фарси и дари, ирландский и шотландский, адыгейский и кабардино-черкесский, сербский и хорватский).

## Социолингвистические критерии
Социолингвистические критерии нередко признаются важнейшими для решения проблемы «язык или диалект»; общим для них является обращение к внешним факторам.

### Функциональная полноценность
Следуя этому критерию, отдельным языком считается идиом:
- функционально полноценный;
- имеющий собственный письменный стандарт, независимый от других языков;
- функционирующий в разных сферах письменного и устного общения;

часто также —
- имеющий определённый официальный статус, закреплённый законодательно на местном или более высоком уровне (ср. немецкий по происхождению термин Ausbausprache — «развитый язык»).

Как правило, идиомы, не обладающие перечисленными преимуществами (например, используемые лишь в ситуации бытового общения), считаются диалектами других языков. Общая письменная традиция (ср. немецкий термин Dachsprache — «язык-крыша») часто объединяет довольно далеко разошедшиеся идиомы (например, «диалекты» итальянского, немецкого, арабского, даргинского или китайского языков) или даже слабо родственные (латынь в средние века). У разных частей одного идиома могут оказаться разные «крыши» (для нижнесаксонских диалектов на северо-востоке Нидерландов «крышей» является нидерландский, а на севере Германии — немецкий). Этот принцип заведомо не может быть применён к языкам, не обслуживаемым никакой письменной традицией.

### Политический фактор
В некоторых случаях идиомы, находящиеся в сходном функциональном распределении, могут считаться как диалектами одного языка, так и разными языками, в зависимости от политической ситуации. Например, английский и сербохорватский имеют по несколько стандартных (региональных) вариантов (этнолектов) плюс множество традиционных диалектов. Однако варианты английского языка (британский, американский, австралийский и другие) общепризнанно считаются одним языком, не в последнюю очередь потому, что они используются дружественными государствами (см. Содружество наций). Стандартные же варианты сербохорватского (то есть сербский, черногорский, хорватский, боснийский) обычно, особенно в соответствующих странах, считаются отдельными языками, причём именно в силу политических причин (стремление подчеркнуть независимость) — хотя пока их носители находились в одном государстве, их язык считался единым. Более того, эта ситуация продолжает развиваться: чем дальше отдаляется Черногория от Сербии, тем всё больше голосов раздаётся за провозглашение отдельного черногорского языка.
К другим примерам роли политического фактора в проблеме «язык или диалект» относят:
- Молдавский и румынский языки в советское время считались разными языками (так и сейчас считается в Приднестровье, где молдавский язык с кириллической письменностью является одним из государственных), в современной Молдавии язык, ранее называвшийся молдавским, получил письменность на латинице и стал во многих государственных учреждениях называться румынским;
- Малайский язык в Индонезии официально именуется индонезийским, для официального языка Малайзии встречается наименование «малайзийский язык»;
- Севернокитайский и стандартный кантонский, несмотря на то, что оба функционально развиты, продолжают считаться диалектами единого китайского языка;
- Русинский язык на Украине считается диалектом украинского языка, хотя в других странах (к примеру, в Румынии) считается отдельным языком;
- С 1997 года лимбургский язык получил статус регионального языка в Нидерландах, однако в Бельгии он продолжает считаться диалектом нидерландского языка.
- До 1959 года в ЛССР официально существовали два отдельных языка: латышский и латгальский. После Пленума ЦК КПЛ в ноябре 1959 «О борьбе с буржуазным национализмом» латгальский язык стали писать как диалект латышского.

В качестве иллюстрации политического подхода в решении вопроса о статусе идиома часто упоминают фразу, процитированную в статье известного лингвиста Макса Вайнрайха: «Язык — это диалект с армией и флотом» (в оригинале на идиш אַ שפּראַך איז אַ דיאַלעקט מיט אַן אַרמיי און פֿלאָט‎, в латинской транскрипции: A shprakh iz a dialekt mit an armey un flot).

### Самоидентификация носителей идиома

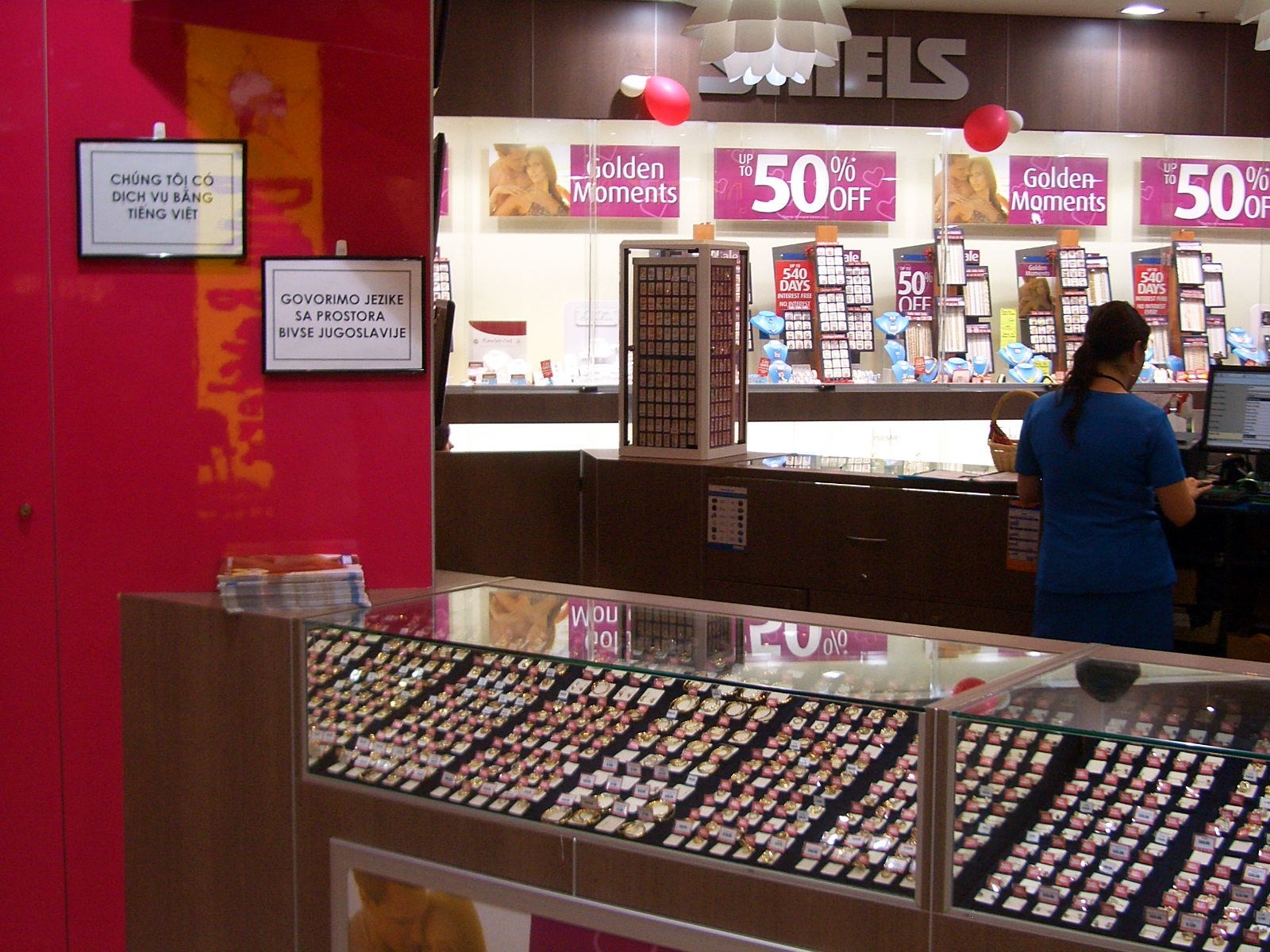
«Govorimo jezike sa prostora bivše Jugoslavije» — работники этого австралийского магазина оповещают посетителей о своих языковых способностях, не вступая при этом в спор о том, как же надо называть языки, употребляемые «на просторах бывшей Югославии»

Многие исследователи целиком полагаются на мнение носителей о том, на каком языке они говорят. Однако мнения разных носителей могут не совпадать между собой, поскольку это мнение легко меняется под воздействием внешних факторов и пропаганды. Утверждение одних людей, что они говорят на языке X, может противоречить мнению других носителей этого же языка, утверждающих, что первые говорят на другом языке (пример 1); и наконец, во многих культурах вообще не было и нет чёткого представления о своём языке (пример 2).
Примеры:
1. Луры (Иран) утверждают, что они говорят по-персидски, персы же отрицают это и говорят, что они не понимают языка луров[1].
2. На литовско-белорусско-польском пограничье и вообще в западной Белоруссии многие местные жители издавна свободно говорят на нескольких языках и считают себя кто литовцем, кто поляком, кто белорусом, кто русским; но многие затрудняются соотнести себя с определённой национальностью. На вопрос «Так кто же вы?» отвечают: «Мы тутэ́йши» (то есть, тутошние, здешние). На вопрос «А на каком языке между собой говорите?» пожимают плечами и не вполне уверенно отвечают: «Мы по-про́сту говорим». На Земле таких мест, где люди считают себя всего-навсего «местными», а свой язык — «обыкновенным», довольно много. Иными словами, наличие чёткого представления о собственной национальности и родном языке не универсально[2].

### Этническая ориентация
Часто при решении вопроса, являются два идиома одним или разными языками, прибегают к этническому критерию: если носители обоих идиомов относятся к одному этносу, значит это один язык, если к разным — разные. Однако следует понимать, что определение народа является ещё более сложным: скорее, одним из параметров для классификации народов является языковой, а не наоборот. Кроме того, нередко наблюдается несоответствие народов и языков: так, американцы и англичане говорят по-английски; ирландцы говорят по-английски и по-ирландски; мордва говорит по-мокшански, по-эрзянски (и по-русски); носители аварского, андийских, цезских и арчинского языков считаются аварцами, а языки итальянцев относятся к трём разным подгруппам романских языков. Таким образом, полное соответствие языка и народа, по-видимому, является достаточно редким.
К генетически неоднородным относятся также диалекты: немецкие, узбекские (карлукские, кипчакские и огузские), крымскотатарские (ногайские, половецкие и огузские), южнокиргизские (ногайские, киргизско-кыпчакские и карлукские), чулымские с шорскими (северноалтайские и хакасские). Крымский диалект караимского в нынешнем состоянии представляет собой разновидность среднего крымскотатарского, латгальский лингвистически является диалектом литовского, а не латышского.

## Структурные критерии
Другим подходом, принципиально отличающимся от социолингвистического, является структурно-лингвистический, в рамках которого учитываются лингвистические различия между идиомами. Однако выработка чисто лингвистических критериев для разграничения самостоятельного языка и диалекта является непростой задачей. Во-первых, следует определить признаки сравнения, а во-вторых, установить некоторый «пороговый» уровень.

### Взаимопонятность идиомов
Наиболее частым основанием для решения вопроса о языке/диалекте является степень взаимопонятности соответствующих идиомов: если носители разных идиомов достаточно хорошо понимают друг друга (говоря каждый на своем идиоме), значит они говорят на диалектах одного языка, если же нет — на разных языках. Однако на практике взаимопонятность осложняется многими другими факторами, среди которых: предварительное знакомство с языком собеседника, тема общения, само желание или нежелание понимать собеседника и прочее. Кроме того, нередка ситуация так называемой «полукоммуникации». Это особый вид многоязычия между близкородственными языками, когда каждый из собеседников говорит на родном языке, но при этом свободно воспринимает язык собеседника. Такое возможно с немецким и нидерландским, скандинавскими, восточнославянскими, тюркскими и многими другими языками.

### Лексикостатистический критерий
Наиболее удобным для сравнения уровнем языковой системы является лексика. Сравнивают обычно списки слов, однако размер и состав этих списков сильно различаются от автора к автору. Чтобы придать такому подходу универсальность, подсчитывают процент совпадений в базовой лексике. Этот метод широко используется в лексикостатистике и глоттохронологии, как правило, для более высоких уровней языковой систематики. Он достаточно удобен тем, что универсален, не зависит от внешних факторов и настроения информанта.

## Четырёхчастная шкала языковой систематики
Одним из примеров использования лексикостатистического критерия является попытка построить языковую систематику. Для этого на эмпирической основе была разработана своеобразная «шкала близости идиомов» с четырьмя уровнями близости: язык — наречие — диалект — говор.
Согласно этой шкале, если у двух идиомов процент совпадений в 100-словном базовом списке меньше 89 (что соответствует времени распада по формуле Сводеша-Старостина более 1100 лет назад), то идиомы являются разными языками. Если процент совпадений больше 97 (время распада меньше 560 лет), то идиомы являются диалектами одного языка. Для оставшегося же интервала (89—97 %) предложен промежуточный уровень очень близких языков / отдалённых диалектов, в качестве названия для которого используется термин «наречие» в тех случаях, когда соответствующий идиом традиционно рассматривается как компонент другого языка. Когда же такой идиом принято считать отдельным языком, за ним сохраняется таксон «язык», а объединение, куда он входит и которое соответствует по степени близости единому языку, называется «кластером». Наглядно употребление таксонов нижних уровней проиллюстрировано в таблице. При этом часто бывает так, что один или несколько идиомов в одном кластере принято считать языками, а другие — нет, хотя они находятся на одинаковом уровне взаимопонятности / структурной близости. В качестве примера можно привести вайнахский кластер, включающий чеченский и ингушский языки и аккинско-орстхойское наречие.
Употребление таксонов нижних уровней (для «языков и диалектов»):
| Уровни | Примеры                                                        | Примеры                                            |
| --- | -------------------------------------------------------------- | -------------------------------------------------- |
| | a)                                                             | б)                                                 |
| 1-й уровень (89—95 % совпадений) обычно соответствует либо а) самостоятельному языку (мало взаимопонятному с другими языками), либо б) группе (кластеру) близкородственных языков. | английский, французский                                        | русско-белорусский кластер, иберороманский кластер |
| 2-й уровень (95—99 %) соответствует а) наречиям (группам диалектов) или б) отдельным близкородственным языкам (частично взаимопонятным).                                           | пикардское и валлонское наречия, литературный французский язык | галисийский, португальский, испанский языки        |
| 3-й уровень (99—100 %) соответствует отдельным диалектам (с хорошим взаимопониманием).                                                                                             |                                                                | псковская, тверская, московская группы говоров     |
| 4-й уровень соответствует отдельным говорам (с очень небольшими структурными различиями).                                                                                          |                                                                | московский городской говор                         |

Примечание: Подчёркнутые идиомы раскрываются в следующих строках таблицы.
Указанные уровни в то же время соотносятся со степенью взаимопонятности, что особенно полезно, когда процент совпадений между языками неизвестен:
- Между двумя языками взаимопонятность сильно затруднена, и нормальное общение невозможно без специального обучения.
- Внутри языка между двумя наречиями существует взаимопонятность, но не полная; общение возможно, но могут возникнуть недопонимания или ошибки.
- Между диалектами внутри наречия существует практически полная взаимопонятность, хотя носители отмечают особенности каждого диалекта, обычно в произношении (акцент) и употреблении некоторых слов.

Очевидно, что существующие структурные критерии, в том числе и лексикостатистический, могут приводить к совершенно другим результатам, нежели этно-функциониальные. Например:
- Китайская ветвь включает до 18 языков, традиционно считаемых диалектами китайского языка.
- Французский язык (или язык ойль) включает в себя франсийское (на основе диалекта которого сложился французский литературный язык), пикардское, нормандское и другие наречия, иногда называемые языками (и тогда включающий их язык может быть назван французским или северо-галлороманским кластером).
- Сербохорватский кластер включает в себя чакавское, кайкавское и штокавское наречия, а последнее также сербский, хорватский и боснийский литературные языки (диалекты).
- Западно-огузский кластер состоит из турецкого и гагаузского языков, а также южнобережного диалекта крымскотатарского языка.
- Ногайский кластер состоит из ногайского, казахского и каракалпакского языков и ряда более мелких идиомов.

Несмотря на это, схема является удобным служебным подспорьем для организации языков и диалектов в единую систематику и для сравнения степени их близости между собой.

## Другие уровневые схемы и близкие понятия
Идея выделения нескольких уровней для различения языка и диалекта не нова. В разной форме её уже предлагали, например, Дэвид Долби в Реестре Лингвосферы и Терренс Кауфман.

### Внешний язык, внутренний язык, диалект
Долби предлагает вместо традиционной дихотомии «язык или диалект» выделять три уровня: внешний язык (outer language), внутренний язык (inner language) и диалект. Не давая им чётких определений, он считает первый базовой демографической единицей классификации, а второй — базовой единицей собственно лингвистической классификации. Во многих случаях эти уровни совпадают с языком и наречием, хотя нередки и расхождения.

### Языковые зоны, континуумы, комплексы
Кауфман выделяет, помимо языков и диалектов, следующие случаи.
- Языковая зона (language area) включает несколько идиомов, довольно близких между собой, чтобы считаться диалектами, но довольно далёких (процент совпадений — 92—96), чтобы их носители считали себя отдельными этническими группами, а свои идиомы отдельными языками (emergent languages, «нарождающиеся, развивающиеся языки»). В русскоязычной терминологии это соответствует языку и входящим в него наречиям.
- Диалектный континуум (dialect chain) объединяет ряд идиомов, соседние из которых структурно близки (процент совпадений — более 96), но чем дальше они друг от друга, тем меньше становится близость, так что между крайними диалектами взаимопонимание отсутствует, а процент совпадений менее 89 (но не менее 82), то есть достаточный, чтобы считать их отдельными языками. Однако провести чёткие границы внутри такой цепочки невозможно. Это явление называется также цепочечным взаимопониманием.
- Языковой комплекс (language complex) — ситуация, аналогичная предыдущей с той лишь разницей, что в качестве составных компонентов выступают языки (virtual languages, «фактические языки»), границы между которыми также трудно провести.

### Аусбау-парадигма
Аусбау-парадигма (парадигма Ausbausprache — Abstandsprache — Dachsprache, «развитый язык — отстоящий язык — язык-крыша») была разработана немецкими социолингвистами [Kloss, 1967] и впоследствии завоевала популярность в мировой лингвистике. В основу этой концепции заложено понимание того, что существует два независимых набора критериев и аргументов для отличения языка от диалекта: один основан на этно-социальных функциях, другой на объективных структурных особенностях. Одним из преимуществ аусбау-парадигмы считается замена перегруженных и политизированных терминов язык и диалект нейтральными (пока ещё), хотя и труднопроизносимыми немецкими словами. По мнению авторов, терминологическая замена может оказаться полезной в том, что она позволит людям взглянуть на застарелые противоречия с совершенно другого ракурса.

### Диалектный континуум, языковой комплекс, плюрицентризм, диасистема и кластер
В социолингвистике, диалектологии и языковой систематике существует несколько близких понятий, которые оперируют с понятиями язык и диалект.
- Плюрицентричным языком называется язык с несколькими стандартными вариантами. Такая ситуация возникает обычно тогда, когда этнические/политические границы не совпадают с языковыми. Примеры:
  - немецкий с германским, австрийским и швейцарским вариантами;
  - английский с британским, американским, австралийским и другими вариантами;
  - португальский с лузитанским и бразильским вариантами;
  - испанский с кастильским и большим количеством латиноамериканских вариантов;
  - севернокитайский с вариантом с упрощенными иероглифами в КНР и Сингапуре и вариантом с традиционным написанием в других странах (Тайвань, Гонконг и др.).
- Диасистема представляет собой генетически единый язык (то есть один язык с точки зрения структурного сходства, абштанд-язык), представленный несколькими вариантами, которые с этнофункциональной точки зрения считаются разными языками (разными аусбау-языками). Диасистема, в отличие от других, акцентирует прежде всего наличие нескольких литературных стандартов. Плюрицентричный язык и диасистема являются очень похожими терминами и часто используются как синонимы. В то же время диасистемы, как правило, возникают из плюрицентричных языков, как, например, случилось с сербо-хорватским языком.
- Кластер используется в языковой систематике (см. также выше) как аналог единого языка, наречия которого считаются отдельными языками с этносоциальной точки зрения. При этом кластер может включать и другие наречия, которые не являются языками ни с какой точки зрения.
- Диалектный континуум подразумевает наличие цепочки смежных диалектов, степень близости (и взаимопонимания) между которыми уменьшается с увеличением количества промежуточных звеньев. При большом расстоянии крайние диалекты могут (но это не является обязательным условием) быть невзаимопонятными и различаться как отдельные языки, однако границу между ними провести будет очень сложно.
- Языковой комплекс — ситуация, аналогичная предыдущей, с той лишь разницей, что в качестве составных компонентов выступают языки. Однако границы между ними провести по-прежнему сложно.

Примеры:
- сербохорватский кластер является диасистемой с сербским, хорватским и боснийским стандартными языками, генетически основанными на штокавском наречии, наряду с которым существуют чакавское и кайкавское наречия; последнее находится в ситуации диалектного континуума со словенским языком;
- кластер хиндустани является диасистемой со стандартными языками урду и хинди;
- персидско-таджикский кластер является диалектным континуумом и диасистемой с персидским, дари и таджикскими стандартными языками;
- континентально-скандинавский кластер является диасистемой, которая включает несколько стандартных языков (в том числе шведский и датский), два из которых (букмол и нюнорск) образуют плюрицентричный норвежский язык;
- Гойдельский диалектный континуум, включающий ирландский язык с тремя официальными стандартами (мунстерский, коннахтский, донегальский) и (гэль-)шотландский язык, ощутимо отличающийся от мунстерского диалекта ирландского, но трудноотличимый от донегальского диалекта.
- болгаро-македонский кластер включает три наречия: торлакское, македонское и болгарское. Последние два являются языками с этно-социальной точки зрения и образуют диасистему. Торлакское наречие находится в ситуации диалектного континуума со штокавским наречием и входит скорее в сербохорватскую диасистему, так как сербский является для него «языком-крышей».

### Диглоссия
Диглоссия означает такую форму владения двумя самостоятельными языками или подсистемами одного языка, при которой эти языки и подсистемы функционально распределены: например, в официальных ситуациях — законотворчестве, делопроизводстве, переписке между государственными учреждениями и т. п. — используется официальный (или государственный) язык (если речь идет о многоязычном обществе) или литературная форма национального языка (в одноязычных обществах), а в ситуациях бытовых, повседневных, в семейном общении — другие языки, не имеющие статуса официальных или государственных, или иные языковые подсистемы — диалект, просторечие, жаргон.
Примером является арабский мир с диглоссией между литературным арабским и отдельными разговорными арабскими языками.